# 아긴스코예

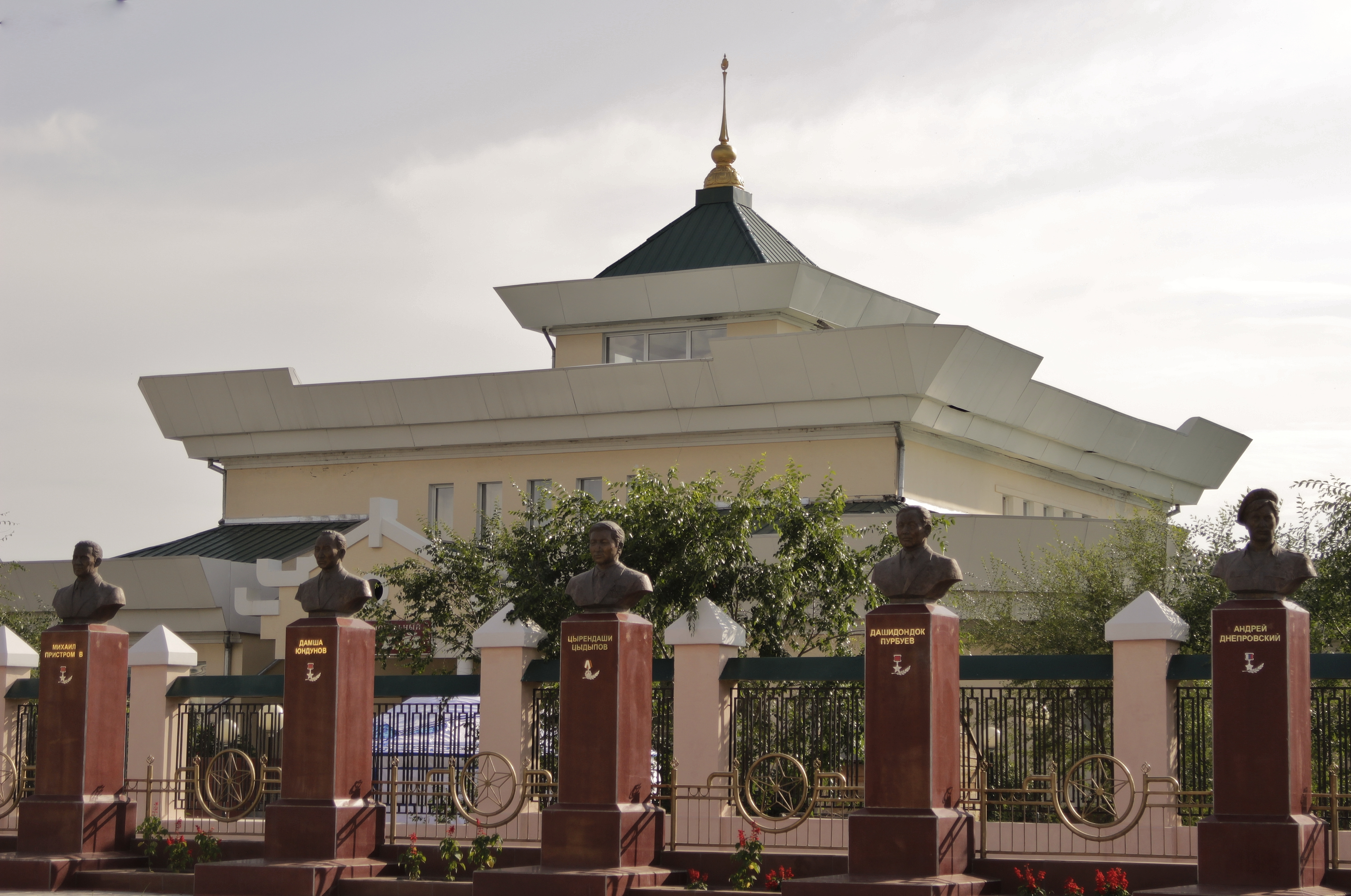

아긴스코예(러시아어: Агинское)는 예전엔 치타 주에 속해 있던 아긴스크부랴트 자치구의 중심지였다. 현재는 자바이칼 지방에 속해 있다. 아가 강(아무르강의 지류)에 접해 있고 인구는 1만7,200명(1967년)이다. 1811년에 지어졌다.